# Overjoyed (Bastille)
Overjoyed è un singolo del gruppo musicale britannico Bastille, pubblicato il 27 aprile 2012 come primo estratto dal primo album in studio Bad Blood.

## Tracce
CD promozionale (Regno Unito)
- Lato A

1. Overjoyed – 3:25
2. Overjoyed (Instrumental) – 3:25

7" (Regno Unito)
- Lato A

1. Overjoyed – 3:24

- Lato B

1. Spleesong – 3:40

Download digitale
1. Overjoyed – 3:24
2. Sleepsong – 3:40
3. Overjoyed (Yeasayer Remix) – 4:09
4. Overjoyed (Distance Remix) – 5:05
5. Overjoyed (Ghostwriter Remix) – 3:50
6. Overjoyed (Detour City Redux) – 4:14
7. Overjoyed (Video) – 3:43

## Formazione
- Dan Smith – voce, tastiera, pianoforte, programmazione
- Mark Crew – tastiera, programmazione